# همه‌پرسی فراخوان ریاست‌جمهوری مکزیک (۲۰۲۲)

همه‌پرسی فراخوان ریاست‌جمهوری مکزیک در ۱۰ آوریل ۲۰۲۲ برگزار شد. این اولین فراخوان به انتخابات ملی در مکزیک به‌شمار می‌رود. این پیشنهاد توسط خود لوپز اوبرادور در هنگام نامزدی در انتخابات ۲۰۱۸ و در برابر درخواست مخالفان و حامیان دولت او ارائه گردید. مؤسسه ملی انتخابات INE برگزاری این انتخابات را سازماندهی کرده‌است و در ۱۰ آوریل ۲۰۲۲ در مکزیک برگزار شد تا تصمیم بگیرد که آیا آندرس مانوئل لوپز اوبرادور رئیس‌جمهور فعلی باید در سمت خود بماند و دوره شش ساله کامل خود را بگذراند.
مؤسسه ملی انتخابات که مقدمات همه‌پرسی را در اوت ۲۰۲۱ آغاز کرد، متهم به داشتن منابع کمی برای دادن مشاوره شد و همین باعث گردید تا بودجه مصوب اتاق نمایندگان به چالش کشیده شود و از دیوان عالی کشور درخواست موضع‌گیری کند. در مقابل، رئیس‌جمهور و دیگر شخصیت‌های دولتی اطمینان دادند که پول و بودجه مناسب را به سازمان اختصاص خواهند داد. پس از تعلیق مقدماتی، تصمیم تعلیق توسط کمیسیون تعطیل دیوان عالی و دادگاه انتخابات فدرال لغو گردید و به مؤسسه ملی انتخابات دستور داد تا به تعهدات قانونی خود عمل کند. در۴ فوریه، فراخوان برای مشاوره مورد تأیید قرار گرفت و نصب ۵۷۳۷۷ شعبه اخذ رای و ۱۵۶۴۷ میلیارد پزو مکزیکی بودجه به مؤسسه ملی انتخابات اختصاص یافت که این میزان کمتر از نیمی از پول درخواستی اولیه بود.

## زمینه
لوپز اوبرادور از زمان مبارزات انتخاباتی ریاست جمهوری خود وعده داده بود که دو سال پس از برقراری دولت نهایی خود، یک انتخابات همه‌پرسی فراخوان برگزار کند. بعداً در ۱۹ مارس ۲۰۱۹ نامه‌ای را امضا کرد که در آن آمده بود «در سال ۲۰۲۱، رایزنی برای پرسیدن از شهروندان که آیا حکومت را ادامه دهم یا استعفا دهم» را طرح نمود و «پیشنهاد برگزاری همه‌پرسی فراخوان به منظور انتخاب مجدد اوبرادور در سال ۲۰۲۴» را مطرح نمود اتهامی که برخی از چهره‌های مخالف دولت دراین رابطه مطرح کردند. در اکتبر همان سال، مجلس سنای مکزیک با ۹۸ رای موافق، ۲۲ رای مخالف و یک رای ممتنع، همه‌پرسی انتخابات فراخوان را به‌طور کلی تصویب کرد. برای تغییرات خاص در قانون اساسی نسبت به انتخابات فراخوان، سنا با ۹۰ رای موافق، ۲۲ رای مخالف رای داد. در آبان ماه نیز مجلس نمایندگان با ۳۷۲ رای موافق و ۷۵ رای مخالف به‌طور کلی آن را تصویب کرد. برای اصلاحات خاص در قانون اساسی، مجلس نمایندگان با ۳۵۶ رای موافق و ۸۴ رای مخالف رای داد. در دسامبر، این همه‌پرسی یک بار توسط ۱۷ کنگره ایالتی تأیید شد، این فرمان در مجله رسمی فدراسیون منتشر شد.

## نظرسنجی‌ها
شخص درج رأی در صندوق رأی، ۱۰آوریل ۲۰۲۲

### اخذ رأی
این نظرسنجی پس از انتشار قانون فدرال برای فراخوان انتخابات و انتشار سؤال همه‌پرسی انجام شد.